# Chipotle Mexican Grill

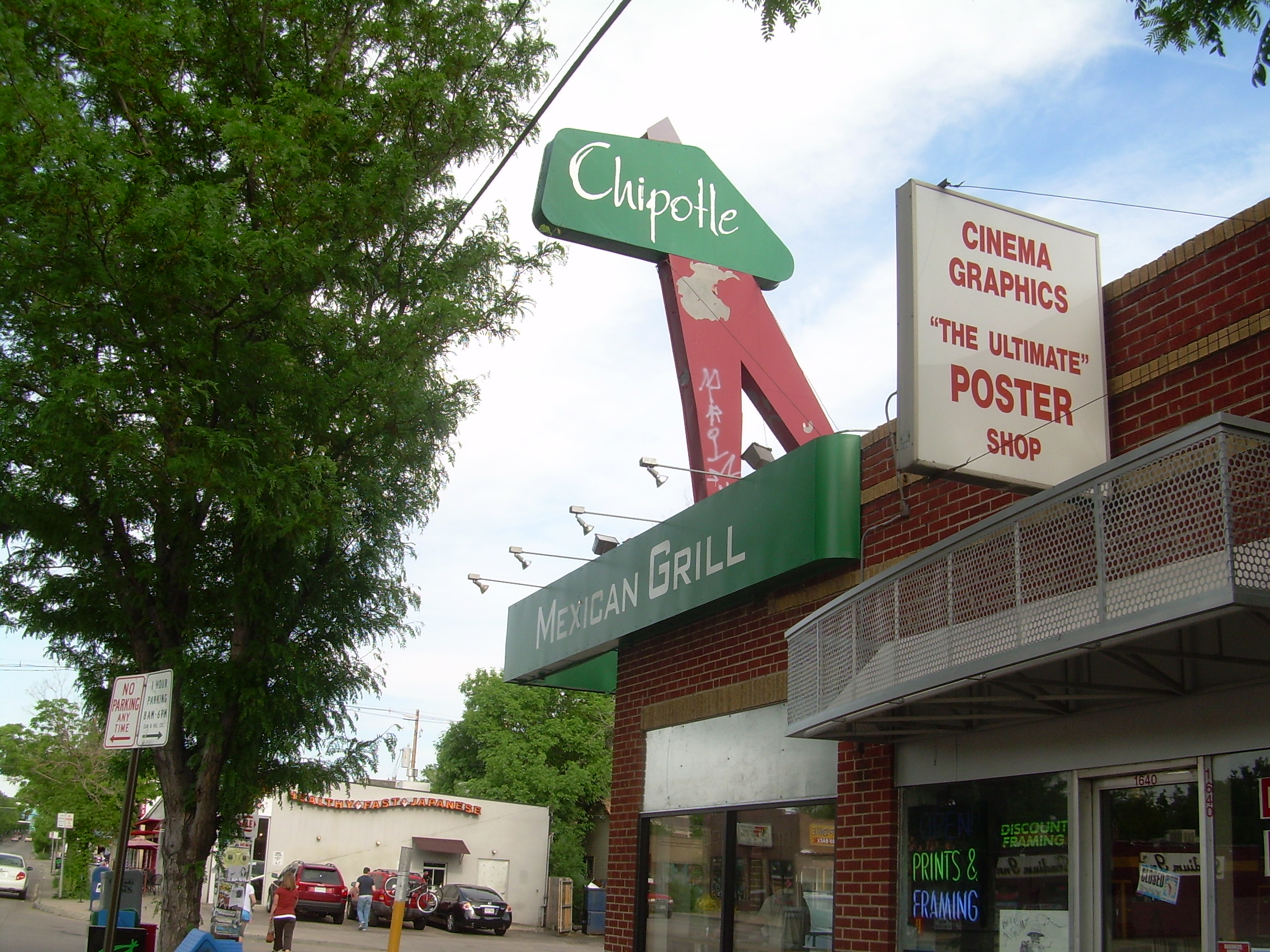
Il primo ristorante nei pressi del campus dell'Università di Denver

Chipotle Mexican Grill Inc. (/tʃɨˈpoʊtleɪ/) è una catena di ristoranti statunitense, presente anche nel Regno Unito, in Canada, Francia e Germania, specializzata in burrito e taco. Fu fondata il 13 luglio 1993 e prende il nome dal Chipotle (pronunciato: cipotle), il nome messicano-spagnolo per il peperoncino jalapeño essiccato e affumicato.
La catena ha fatto una dichiarazione di intenti con "Food with Integrity" (Cibo con integrità), che mostra i suoi sforzi nell'usare ingredienti biologici e servire carne di animali cresciuti in maniera naturale. Chipotle è una delle prime catene, come viene chiamata negli Stati Uniti, di ristorazione veloce occasionale dove il cliente non ha un servizio completo ma punta su cibo e un'atmosfera di alta qualità.
Fu fondata in Colorado da Steve Ells nel 1993; quando McDonald's investì sulla catena nel 1998, essa possedeva già 16 ristoranti. Dal 2006 McDonald's è completamente uscita dal suo investimento; la catena poi crebbe fino a oltre 500 ristoranti.
Nel  2023 dichiara entrate per oltre 9,8 miliardi di dollari statunitensi ed oltre 110.000 dipendenti.